# Poliploidalność
Poliploidalność – posiadanie przez dany organizm więcej niż dwóch kompletnych zestawów chromosomów. Organizm taki nazywa się poliploidalnym, poliploidem lub polieuploidem. Takie zwiększenie ilości zestawów chromosomów dzieje się w trakcie tworzenia gamet, gdy po podziale chromosomów nie nastąpi podział komórki.

## Wprowadzenie

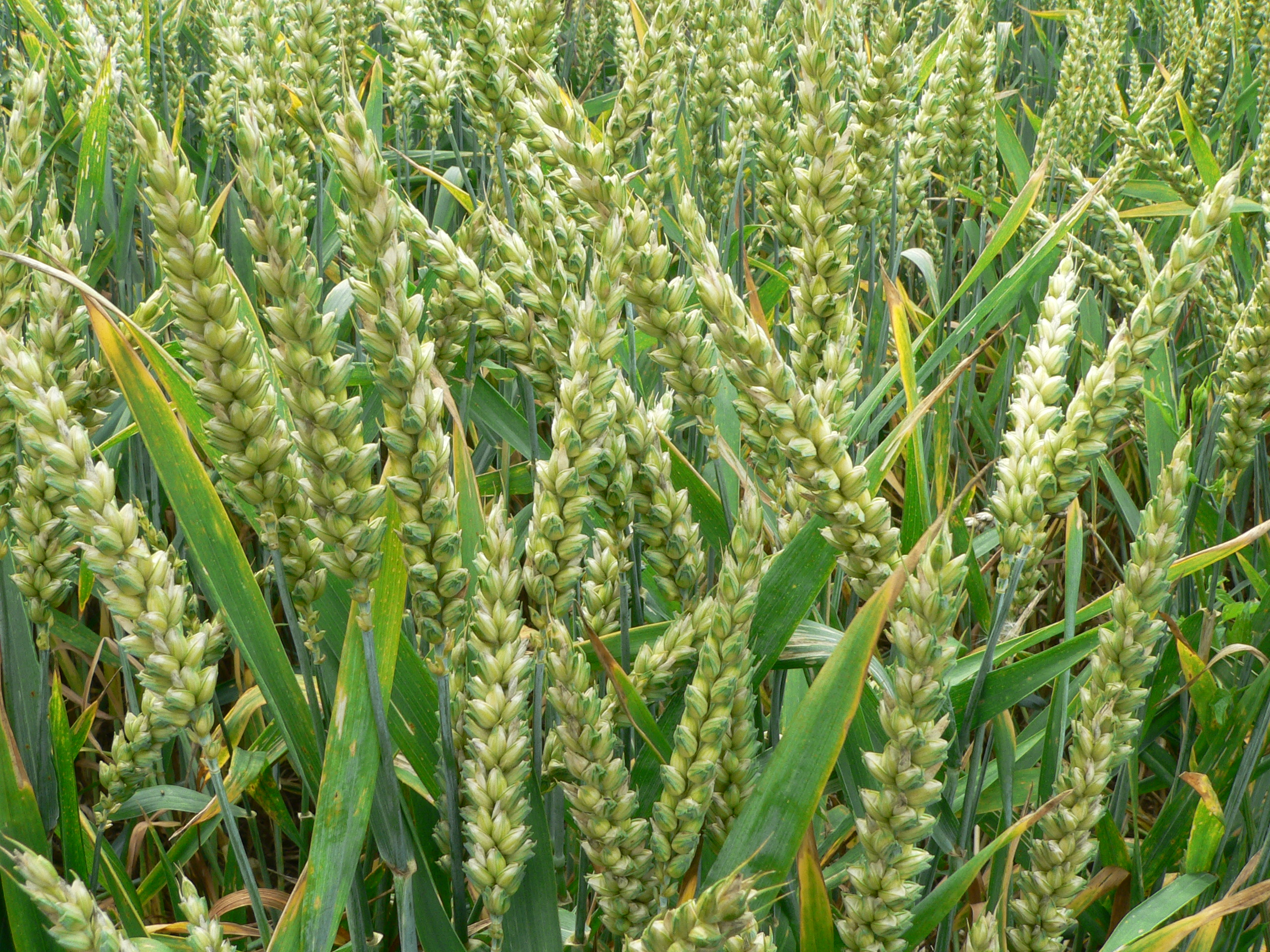
Heksaploid Triticum aestivum, pszenica wykorzystywana do produkcji chleba

Gatunki z potrójnym zestawem chromosomów nazywa się triploidami, z poczwórnym tetraploidami itd. Aby uniknąć pomyłek ustalono, że podstawową haploidalną liczbę chromosomów oznacza się jako x, natomiast aktualną haploidalną liczbę jako n. Na przykład heksaploidalna pszenica zwyczajna (Triticium aestivum) zachowuje się jak diploid (jest funkcjonalnym diploidem) i ma liczbę diploidalną 2n = 6x, haploidalną n = 3x.
Dla zwierząt poliploidyzacja ma zwykle skutki letalne (śmiertelne) lub jest powodem występowania poważnych zaburzeń. Istniejące nieliczne gatunki poliploidalne są hermafrodytami (np. niektóre dżdżownice i płazińce) lub są partenogenetyczne (niektóre chrząszcze, ćmy, skorupiaki, ryby i salamandry). Znane są gatunki ryb, u których efektem poliploidalności jest liczba chromosomów przekraczająca 400. Zwierzęta partenogenetyczne zwykle podwajają swoją liczbę chromosomów poprzez endomitozę (replikacja bez podziału tuż przez mejozą).
Istnieją przesłanki, iż poliploidyzacja miała miejsce w linii rozwojowej strunowców.
Rośliny są bardziej tolerancyjne, jeśli chodzi o liczbę chromosomów, i poliploidyzacja jest bardzo powszechna wśród nich. Według różnych szacunków od 35% do 47% wszystkich roślin kwiatowych ma liczbę chromosomów będącą wielokrotnością najniższej liczby występującej w danym rodzaju. Około 75% roślin naczyniowych odziedziczyło najprawdopodobniej zwielokrotnione zestawy chromosomów od dawnego, poliploidalnego przodka. Oszacowano, że 15% przypadków specjacji u okrytonasiennych i 31% takich przypadków u paproci towarzyszył wzrost ploidalności. Podwojenie genomu jest częstym zdarzeniem w ewolucji roślin, po którym zwykle następuje masowe wyciszanie i eliminacja genów. We florze środkowej Europy mniej więcej połowa roślin jest naturalnymi lub wytworzonymi przez człowieka poliploidami (można tego dokonać np. poprzez zastosowanie kolchicyny, która niszczy wrzeciono kariokinetyczne, uniemożliwiając podział komórki). Jako przykłady można podać pszenżyto, ziemniaki, wiele roślin ozdobnych i traw, drzewa owocowe. Odznaczają się one większymi rozmiarami, większą żywotnością i odpornością (dają więc także większe plony). Triploidy roślin wykazują różny stopień płodności. Triploidalne rośliny arbuza wykazują całkowitą sterylność, znacznie zmniejszoną płodność stwierdzono u roślin z rodzaju Datura i kukurydzy, tylko lekko obniżoną płodność zaobserwowano u topoli, buraka cukrowego i Melandrium. Płodne są również triploidy Arabidopsis thaliana. Od lat 30 XX wieku triploidy roślin wykorzystywane są jako źródło aneuploidów wykazujących trisomię wszystkich chromosomów. Lomatia tasmanica jest w pełni sterylnym triploidem o liczbie chromosomów 2n=33. Roślina rozmnaża się jednak na drodze wegetatywnej. Szacuje się, że jako klon istnieje od co najmniej 43 600 lat.
Jednak w przypadku roślin możliwość krzyżowania jest bardziej skomplikowana. Nowy poliploid może dawać płodne potomstwo, gdy jego gamety połączą się z gametami o tym samym stopniu ploidalności. Dlatego też poliploidyzacja jest u roślin ważnym mechanizmem specjacji. Na przykład jeśli tetraploid wytworzy gamety o liczbie chromosomów 2x i połączą się one z gametami monoploidalnymi x, potomstwo będzie triploidem (3x). W takim wypadku płodność może odzyskać jedynie gdy powstaną w nim komórki heksaploidalne (na skutek nieprawidłowej mitozy), które to komórki będą w stanie tworzyć żywotne gamety. Wiele roślin jest zdolnych do rozmnażania wegetatywnego, które pozwala im „przeczekać” do czasu przywrócenia płodności. Rośliny mają także przewagę ze względu na brak komórek szlaku płciowego (z każdej komórki zdolnej do podziału może powstać klon, u którego w gametoficie może dojść do podwojenia ilości chromosomów i odzyskania płodności).
Poliploidalność jest zjawiskiem odmiennym od aneuploidalności, która charakteryzuje się niewłaściwą liczbą pojedynczych chromosomów.

## Charakterystyka poliploidów i zastosowanie poliploidalności
Poliploidy bardzo często powiększają komórki (zwłaszcza u roślin, co prowadzi do gigantyzmu, u zwierząt zwykle się go nie obserwuje, co jest prawdopodobnie zasługą sprawniejszych mechanizmów regulacji rozwoju – większe komórki są rekompensowane ich mniejszą liczbą). Poliploidy dojrzewają wolniej w porównaniu z osobnikami diploidalnymi. Poliploidalność często jest wykorzystywana dla zwiększania atrakcyjności produktów (np. większe komórki poprawiają strukturę owoców i warzyw takich jak truskawki, jabłka czy ziemniaki). Sterylność triploidów jest przydatna przy produkcji owoców beznasiennych (np. beznasienne ogórki są mniej gorzkie). Poliploidyzacja prowadzi do stabilizacji genomów (może eliminować skrajne genotypy).

## Kompleksy poliploidalne
Kompleksem poliploidalnym nazywamy grupę spokrewnionych organizmów o różnym stopniu ploidalności. Gatunki należące do grupy krzyżują się między sobą, a ponieważ każdy mieszaniec podwaja swoją liczbę chromosomów aby odzyskać płodność, poziom ploidalności w grupie stopniowo wzrasta. Początkowo kompleks składa się z wielu gatunków diploidalnych i kilku poliploidalnych, które się rozpowszechniają. Kompleks dojrzewa po ok. 500 tysiącach do 10 milionach lat, wtedy gatunki diploidalne stają się rzadsze, żyją w izolowanych środowiskach. Pierwotne diploidy zaczynają zanikać. W końcu pozostaje już tylko kilka gatunków o wysokiej ploidalności.

## Introgresja
Introgresją nazywa się przepływ genów z jednego gatunku do innego. Zazwyczaj dotyczy mieszańców między gatunkami z różnym stopniem ploidalności i prowadzi do jej wzrostu. Ponieważ gatunki podwajają liczbę chromosomów w celu odzyskania płodności, następuje introgresja, czyli przejście genów z gatunku o niższej do wyższej ploidalności. Proces ten nie może zachodzić w odwrotnym kierunku.

## Autopoliploidy, allopoliploidy i allotetraploidy
Autopoliploidy mają zwiększoną liczbę chromosomów pochodzącą z tego samego gatunku (lub nawet tego samego osobnika). Jest to rezultat błędów w podziale mitotycznym lub produkcji gamet o niezredukowanej liczbie chromosomów (po błędach w drugim podziale mejotycznym). Ponieważ posiadanie trzech lub więcej chromosomów homologicznych uniemożliwia powstanie prawidłowych biwalentów w mejozie, tworzą się wtedy multiwalenty – trzy lub więcej połączone chromosomy. Powstałe później gamety są niekompletne, a więc organizm jest bezpłodny.
W przeciwieństwie do autopoliploidów, allopoliploidy są wynikiem tworzenia mieszańców (po łączeniu gamet spokrewnionych gatunków). Diploidalny mieszaniec może mieć na tyle różne dwa zestawy chromosomów, że w mejozie nie dochodzi między nimi do tworzenia biwalentów. Rezultatem są nieprawidłowe lub nieżywotne gamety.
Nieprawidłowy rozdział jąder potomnych w mitozie może podwoić liczbę chromosomów w komórce, co prowadzi do powstania allotetraploida. Każdy chromosom łączy się wtedy ze swoją własną kopią, tworząc parę. Powstałe gamety będą miały podwojoną liczbę chromosomów n = 2x.